# Бездискове колесо
Бездискове колесо — тип автомобільного колеса, в якому відсутня центральна частина — диск.

## Загальна характеристика
Колесо являє собою обід, що кріпиться до характерно виконаної маточини. Цей обід може бути суцільним (легкові автомобілі) або розбірним — складатись із кількох секторів чи мати розбірну закраїну (вантажні автомобілі). Характерними прикладами бездискових коліс є легкові автомобілі «Запорожець», «Таврія», вантажівки МАЗ-500, КамАЗ-5320, автобуси ЛіАЗ-677, Ikarus 250, тролейбуси ЗіУ-682, Škoda 9Tr тощо.
Перевагами бездискових коліс вантажних автомобілів є менша маса та вартість, більша довговічність, зручність при монтажі та демонтажі, краще охолодження гальм та шин. Зокрема, вони дають змогу встановлювати на маточині ободи різної ширини, що дає змогу використовувати на одному автомобілі різні шини.
Бездискові колеса кріплять на самій маточині. На спицях маточини розташовані шпильки. Зазвичай кількість спиць та шпильок на них не перевищує 5-6, але може бути і більше, якщо автомобіль має надмірне навантаження на свої колеса. Сам обід може бути розбірним (типу «Трилекс», що складається з рознімних секторів), так і нерозбірним (наприклад, як у автомобілів КамАЗ, де розбірний борт обода). При розбірному ободі колесо монтують, збираючи сектори ободу у ненакачену шину, потім зібране колесо насовують на конічні посадкові поверхні спиць маточини, закріплюють спеціальними притисками на шпильках та гайками. Маточини коліс виконують зі сталі або ковкого чавуна. До них кріплять елементи гальмівних механізмів — диски чи барабани. Маточина встановлюється на підшипниках, котрі повинні сприймати не тільки радіальні, але й осьові зусилля від дії бокових сил. В маточинах встановлюють конічні роликові чи кулькові радіально-упорні підшипники.

## Історія
Бездискові колеса з'явилися у 1920-х роках, однак поширення набули ближче до 1940-х років. Найпоширенішою стала конструкція типу «Трилекс», розроблена у Швейцарії у 1929 році. Її розпочали застосовувати на вантажних автомобілях вантажністю понад 6-8 т та загальною масою понад 10-12 т, тобто на тих, у яких номінальне навантаження на колесо перевищувало 20 кН. У Європі та США масове поширення бездискових коліс на важкому автотранспорті було у 1950-х роках.
У СРСР першим серійним дорожним вантажним автомобілем, що отримав бездискові колеса, став МАЗ-500, а позашляховими — повнопривідні військові вантажівки КрАЗ-214 та МАЗ-502. Пізніше бездискові колеса стали застосовувати на важких вантажівках КамАЗ та КрАЗ. З початку 1960-х років такий тип коліс стали встановлювати і на нові моделі радянських автобусів та тролейбусів. На тролейбусах ЗіУ-6 (з 1963 року), на автобусах ЛАЗ-699 та ЛіАЗ-677 — машинах, що мали повну масу більше 12-14 т. Широко бездискові колеса використовували на автобусах «Ікарус», зокрема на моделях призначених для експорту у СРСР.
До 1980-х років у країнах Західної Європи відмовились від широкого застосування бездискових коліс. У країнах пострадянського простору відмова від використання типу таких коліс почалась приблизно наприкінці 1990-х років.

## Галерея

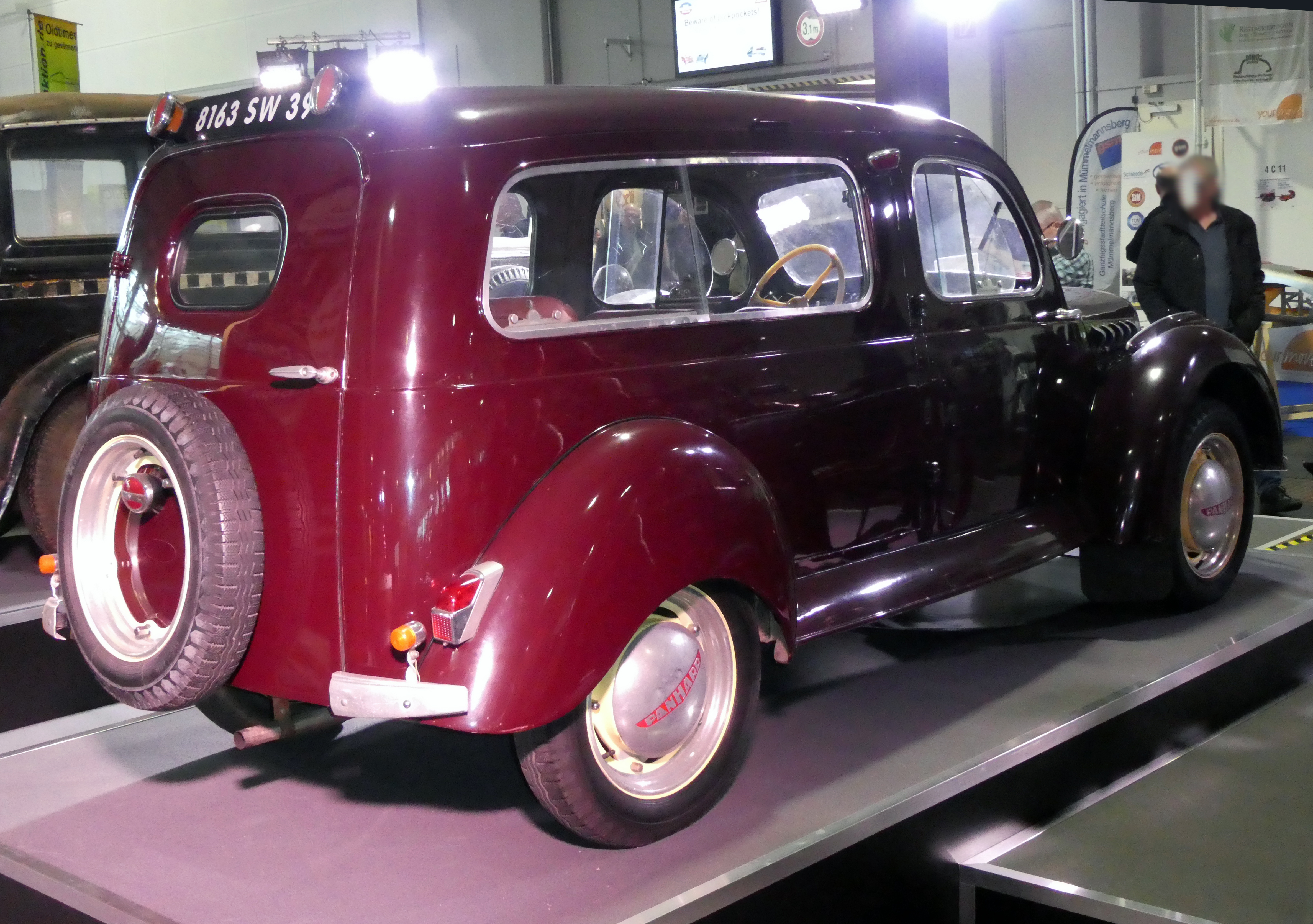
Panhard Dyna X 1952. Бездискове колесо являє собою стальний глибокий обід, що кріпиться п'ятьма гайками до гальмівного барабана
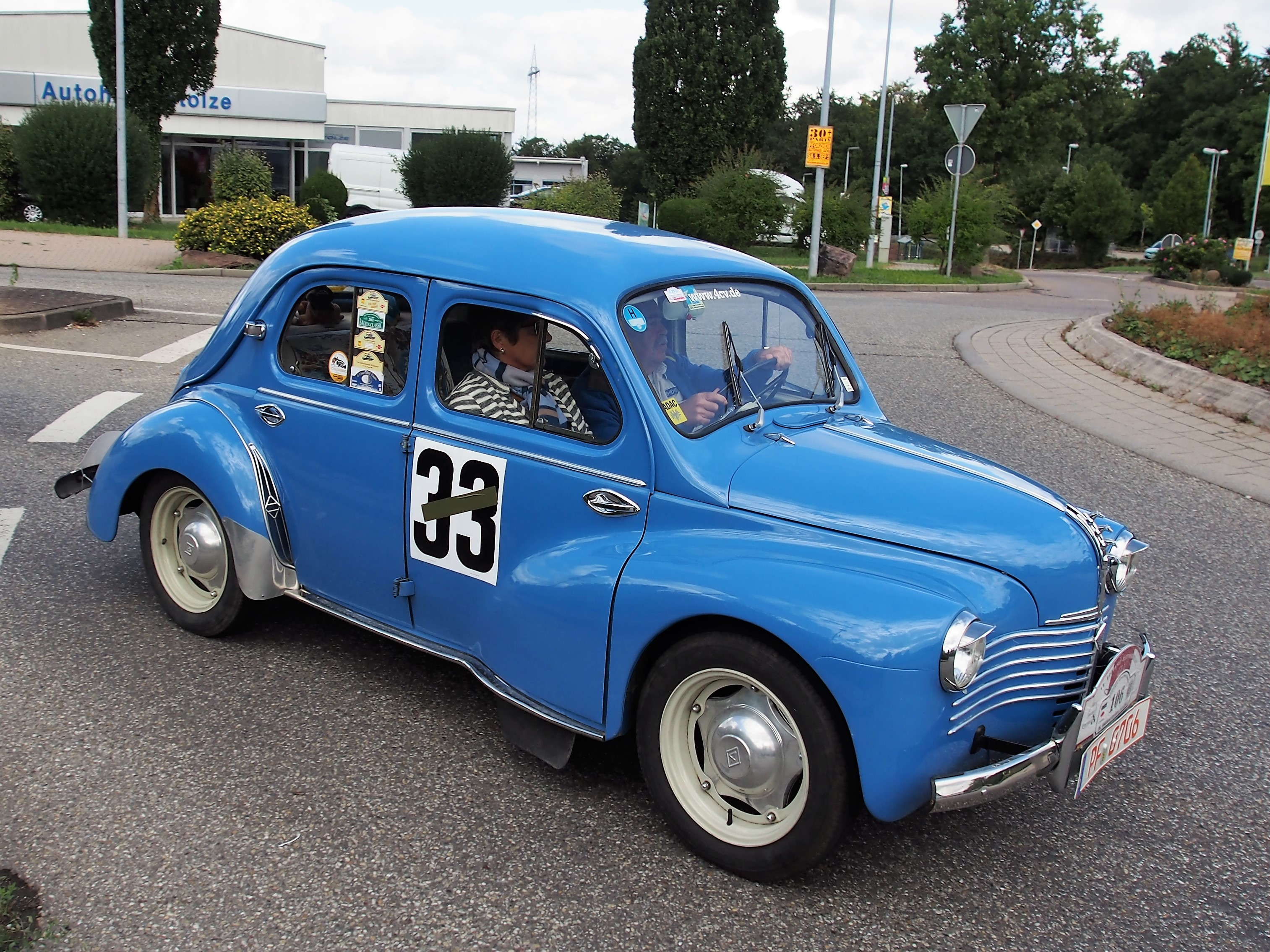
Renault 4CV 1948. Бездискове колесо кріпиться до спеціального фланця
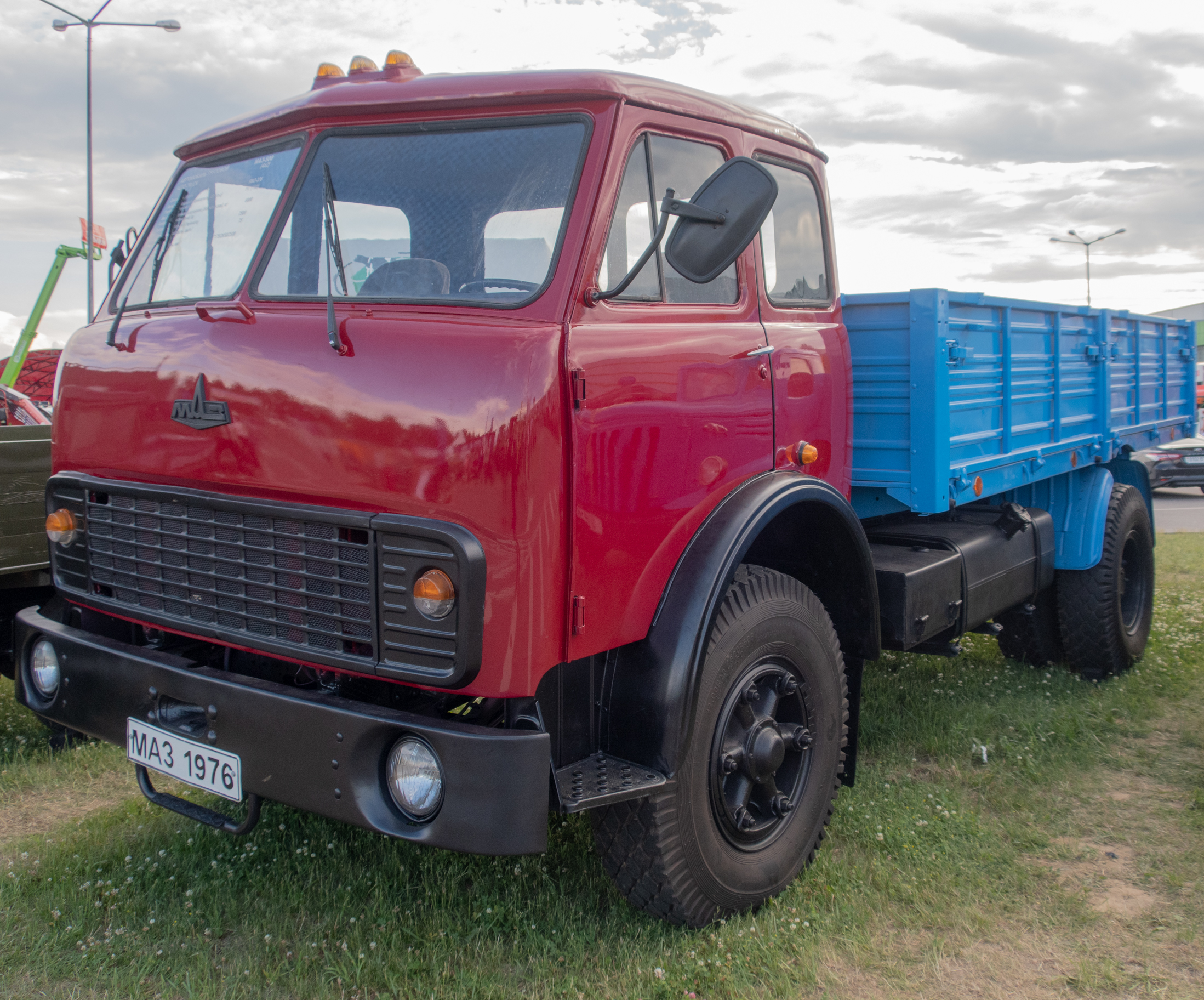
МАЗ-5335 1976 року випуску. Бездискове колесо кріпиться шістьма затискачами до характерно виконаної маточини. Борт обода розбірний
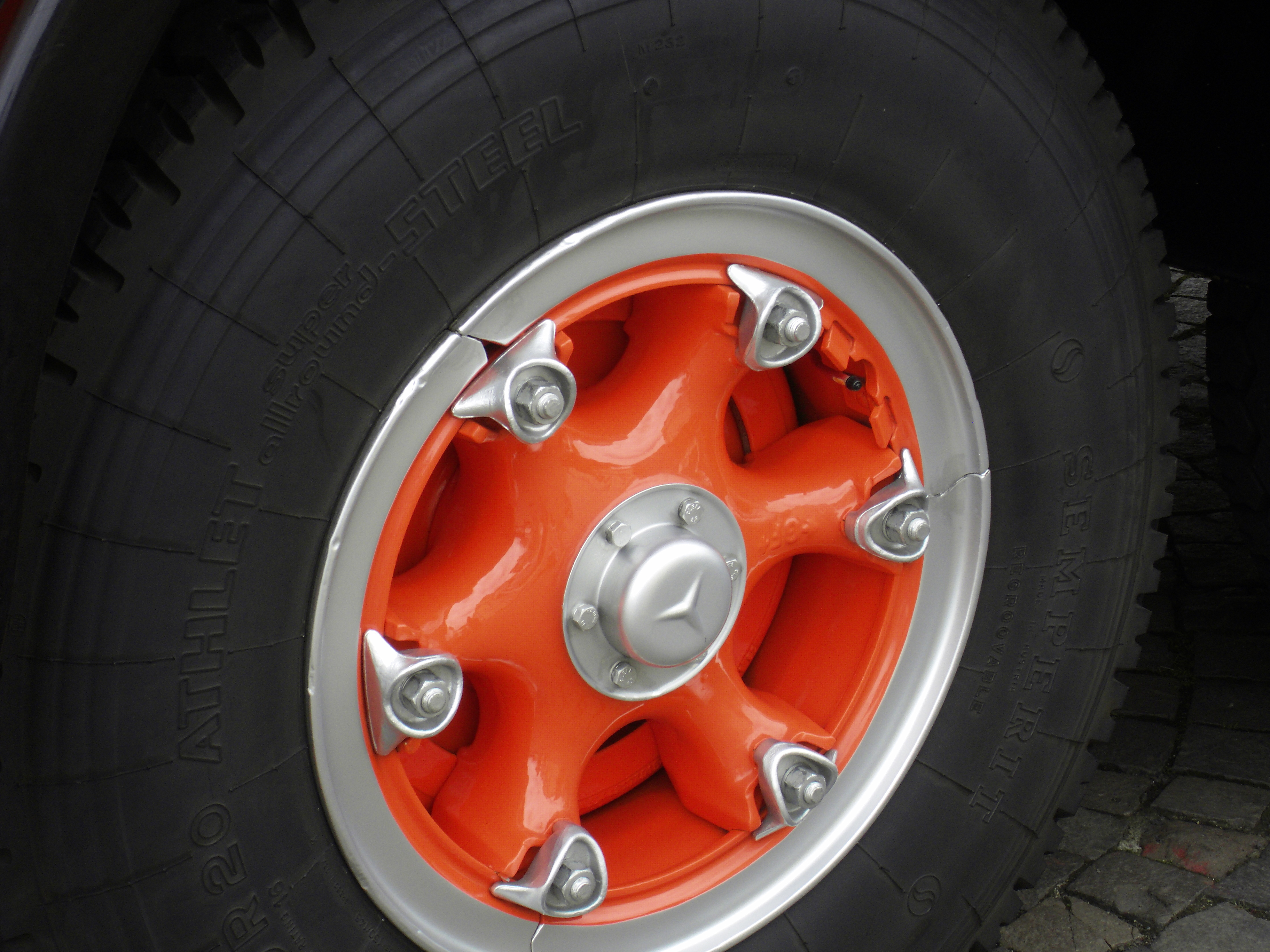
Бездискове колесо типу «Трилекс» — обід складається з трьох секторів. Маточина має характерні 6 спиць та затискачі.
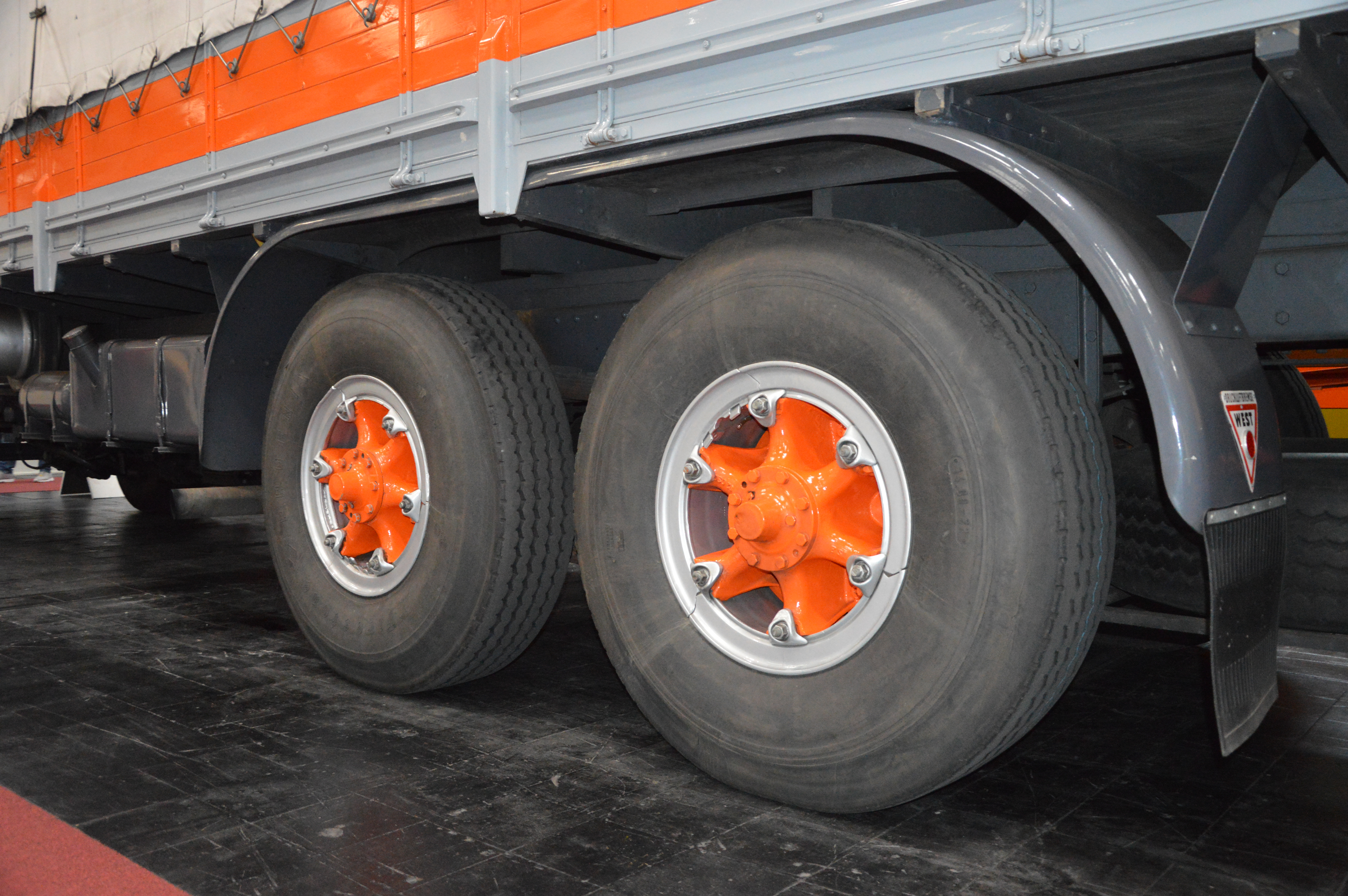
На вантажному автомобілі Büssing
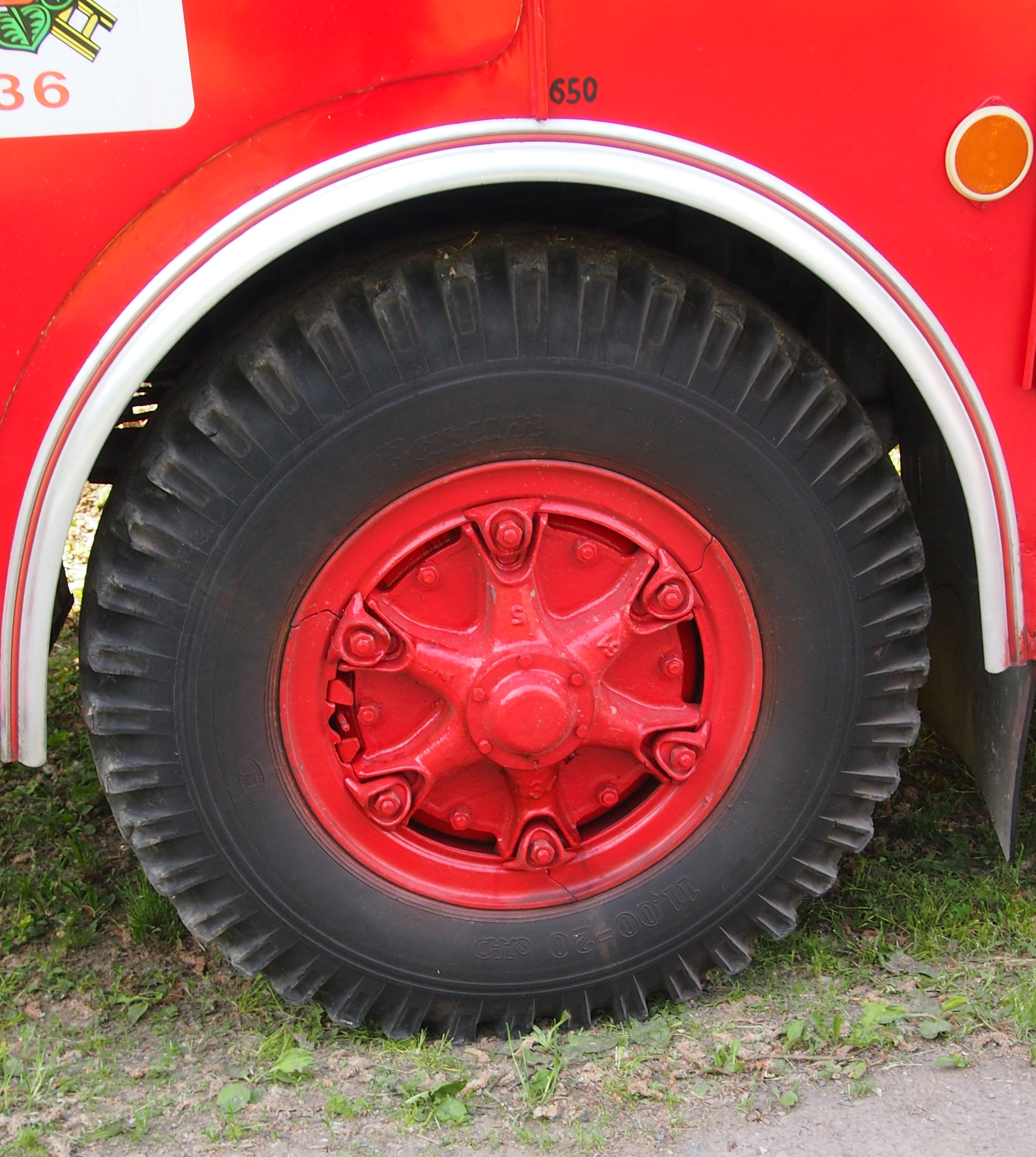
Skoda 706RTHP. Бездискове колесо типу «Трилекс» — обід складається з 3ох секторів.
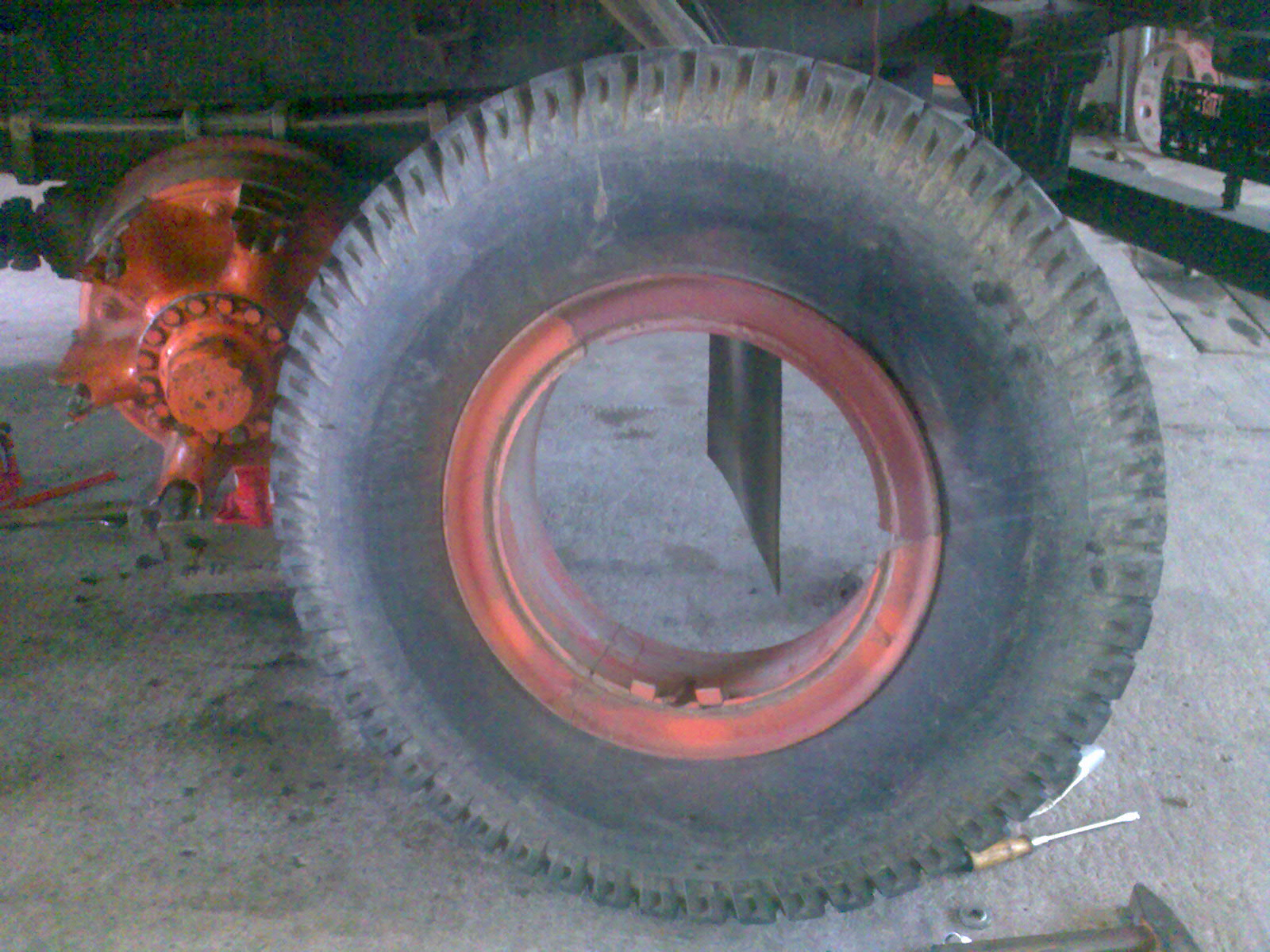
Демонтоване бездискове колесо